# Yuwayriyya bint al-Hárith
Yuwayriyya bint al-Hárith (608-676) (en árabe: جويرية بنت الحارث‎ Ŷuwayrīyyah bint al-Ḥāriṯ) fue una de las esposas de Mahoma y Madre de los Creyentes.
Se casó con Mahoma, el profeta islámico cuando él tenía 58 años y ella 20.

## Familia
Era hija de Al-Hárith ibn Abi Dirar, el jefe de la tribu Banu Mustaliq, que fue derrotado junto a su tribu en batalla.

## Lucha entre los musulmanes y la tribu Banu Mustaliq
Su tribu, los Banu Mustaliq, se estaban preparando para atacar Medina, pero los musulmanes se enteraron del plan y rápidamente una fuerza militar de 700 hombres se encontraron en un punto estratégico, un pozo cerca del mar a poca distancia de La Meca, Al-Marisa. El ejército musulmán envió un mensaje a los Banu Mustaliq para aceptar el islam y, al hacerlo, abandonar las hostilidades y continuar viviendo en la paz y la seguridad en su propia tierra. En lugar de aceptar esta oferta, los Banu Mustaliq les declararon la guerra y dispararon una flecha a uno de los soldados musulmanes, y en ese momento estalló una lucha salvaje.

## Yuwayriyya capturada como esclava, liberada y casada
Después de unas pocas bajas, las fuerzas musulmanas salieron victoriosas. Obtuvieron un importante botín en cabras, camellos y enseres domésticos. Entre los muchos cautivos se encontraba Yuwayriyya, cuyo marido Mustafa ibn Safwán, había fallecido en la batalla. Al principio ella cayó en manos del compañero de Mahoma, Thábit ibn Muhámmad ibn Qays ibn Al-Shammas. Preocupada por esto, Yuwayriyya buscó un acto de redención por parte de Mahoma. Ella le propuso casarse con él, y como resultado la liberó de la esclavitud y, consecuentemente, mejoró la condición de su tribu capturada.
Este incidente fue descrito con más detalle:
"En la primera oportunidad (después de su captura) se fue a ver al Profeta, y le rogó por su caso. Ella le dijo que era hija de un jeque y hecha para mandar, y por una desafortunada circunstancia se encontraba desamparada en esa posición. De un trono de oro había caído en el polvo... Como podía vivir la vida de una esclava? ella le suplicó al profeta que tuviera en cuenta su condición lamentable y desesperada.
El Profeta se sintió conmovido por su súplica dolorosa y le preguntó si quería vivir como una mujer libre y ser parte de su familia si él pagaba su rescate. Ni en sueños jamás se había esperado esta oferta. Movida profundamente por esta elevación inesperada de su estatus, ella exclamó que estaría más que feliz en aceptar".
Algún tiempo después, su padre y todos los integrantes de su tribu fueron liberados y también aceptaron el islam como su religión.
Después de su matrimonio, se decía que era una mujer muy piadosa y pasaba la mayor parte del tiempo absorta en la oración.

## Muerte y entierro
Murió a los 65 años, cincuenta años después de la migración y fue sepultada junto al resto de esposas de Mahoma en Yánnat ul-Baqí.

## Cualidades
Yuwayriyya era descrita como una mujer muy hermosa y refinada:
- Fue criada en el regazo del lujo, tenía todo el refinamiento y la gracia de una princesa. Inteligente y sabia, que dominaba el idioma y el estilo literario.[4]

- Todos los que la vieron se quedaron atónitos por su belleza excepcional.

- Criada como lo había sido en una de las familias más pudientes de la época, no solo era hermosa, sino graciosa, elegante y elocuente.[5]

- Cuando la vio la esposa de Mahoma, Aisha, exclamó que Yuwayriyya era "tan hermosa como un hada".[6]